# Krk (eiland)
Krk ([kr̩k]) (Italiaans: Veglia; Dalmatisch: Vikla; Duits: Vegl (verouderd); Oudgrieks: Κύρικον of Kyrikon), is een eiland in de Kvarnerbocht voor de kust van Kroatië. Het is met 405,22 km² het op een na grootste eiland in de Adriatische Zee. Het eiland, dat sinds 1980 door een brug met het vasteland is verbonden, telde in 2001 17.860 inwoners (tegen 21.259 in 1910). Krk wordt ook wel het "Gouden Eiland" (Zlatni otok) genoemd. In de oudheid heette het eiland Curicum of Curicta.

## Landschap
Krk is een overwegend groen eiland. Het glooiende landschap is afwisselend: bepaalde gedeelten zijn dor, kaal en steenachtig en elders zijn dichte bossen. De oostkust van het eiland beschikt over een witachtig rotslandschap en is wat kaler en rotsachtiger dan de rest. Meer begroeid is het midden en de beschutte westkust van Krk. Het westen heeft bovendien een vruchtbare bodem (humus) en maakt een mediterrane en groene indruk. Het eiland heeft vele inhammen en baaien.
Het hoogste punt van Krk is de Obzova (568 meter) in het uiterste oosten van het eiland.

## Bestuur
Krk maakt in zijn geheel deel uit van het comitaat (županija) Primorje-Gorski Kotar. Het is bestuurlijk onderverdeeld in zeven gemeenten, waarvan alleen Krk (5491 inw. in 2001) de status van stad (grad) heeft. De overige zes gemeenten zijn Omišalj (2998 inw.), Malinska-Dubašnica (2726 inw.), Dobrinj (1970 inw.), Punat (1876 inw.), Baška (1554 inw.) en Vrbnik (1245 inw.).

## Bevolking en taal
Krk is eeuwenlang het middelpunt van de Kroatische literatuur en taal geweest. Het bewijs hiervan is de Tablet van Baška uit 1100, een van de oudste handschriften van Kroatië, die hier in 1851 werd ontdekt. Het glagolitische alfabet heeft zich op Krk tot in de 19de eeuw weten te handhaven.
Krk is ook de plek waar de Dalmatische taal het langst is gesproken: de laatste spreker van deze Romaanse taal, Tuone Udaina, was afkomstig van Krk en overleed in 1898.

## Verkeer
Krk is door middel van een brug, de Krčki Most, ondersteund door het kleine rotseiland Sv. Marko, met het vasteland verbonden. Deze 1309 m lange tolbrug werd tussen 1977 en 1980 gebouwd en was aanvankelijk genoemd naar de Joegoslavische president Tito.
Op Krk bevindt zich de internationale luchthaven van de stad Rijeka. Deze is vooral van belang als aanvliegluchthaven voor toeristen die het Kvarnergebied bezoeken.

## Geschiedenis
De eerste bij naam bekende kolonisten waren de Japods, die werden beschouwd als onderdeel van de Illyrische stamgroep. Uit deze periode stamt de huidige naam van het eiland, waarvan de wortels liggen in de Illyrische naam Kurik. 
De Romeinen werden er opgevolgd door het Byzantijnse Rijk, waarna de graven Frankopan er namens het koninkrijk Kroatië de scepter zwaaiden. In 1480 kwam het eiland aan de Republiek van Venetië, die er tot 1797 regeerde. Toen aan het bestaan van deze republiek met de Vrede van Campo Formio een einde kwam, werd Krk Oostenrijks. Het ging deel uitmaken van het markgraafschap Istrië, dat een van de bestanddelen was van het Oostenrijkse Küstenland. Met de verloren Eerste Wereldoorlog kwam een eind aan de Oostenrijkse aanwezigheid aan de Dalmatische kust. Het Verdrag van Rapallo van 1920 wees het eiland als enige bestanddeel van het Küstenland aan het Koninkrijk der Serviërs, Kroaten en Slovenen (later: Joegoslavië) toe (de rest werd Italiaans). Sinds het uiteenvallen van Joegoslavië behoort het tot Kroatië.

## Ligging
Krk is mede dankzij zijn gunstige ligging al sinds de 19de eeuw een belangrijke toeristenbestemming. De luchthaven bevindt zich bij het noordelijke Omišalj, waar zich ook olieraffinaderijen bevinden.

## Bestaansmiddelen
Krk heeft een uitgebreide olijventeelt, schapenhouderij en wijnbouw. De olijfgaarden zijn geconcentreerd rond Punat. Het eiland brengt een inheemse druivensoort voort, de zlahtina, die in een beschut dal bij Vrbnik wordt verbouwd en een geelgroene, licht mousserende wijn oplevert.